# Club Atlético Belgrano
Il Club Atlético Belgrano è una società calcistica argentina con sede a Córdoba, che milita nella Primera Division, la massima serie del calcio argentino.

## Storia
Il club fu fondato il 19 marzo 1905 da un gruppo di adolescenti, ed il primo presidente fu il quattordicenne Arturo Orgaz. Il nome fu scelto per onorare la storica figura argentina del Generale Manuel Belgrano, e i colori furono presi dalla bandiera argentina, ideata proprio dal Generale Belgrano.
La squadra cominciò a giocare nella seconda divisione del Campionato di Cordoba nel 1908, vincendo il campionato per tre edizioni consecutive, serie che le valse la promozione in prima divisione. Poiché il loro campo di gioco non soddisfaceva le norme per partecipare al torneo, i tifosi e i giocatori del Belgrano erano soliti prendere in prestito dalle case vicine cavi, assi di legno e quant'altro potesse servire per erigere le protezioni necessarie. Pur restituendo tutti gli oggetti ai legittimi proprietari, per la loro abitudine di prendere le cose in prestito senza il permesso, i giocatori e i tifosi del Belgrano furono detti Los Piratas ("I Pirati").
Dopo la fondazione della Federación Cordobesa de Fútbol (Federazione Calcistica di Cordoba), il Belgrano vinse il primo campionato del 1913. La stagione seguente vide la nascita del Derby di Cordoba tra il Belgrano ed il Talleres. La prima giornata di campionato vide lo scontro tra i due club, ma la partita durò solo 4 minuti, in quanto i giocatori del Talleres lasciarono il campo dopo che al Belgrano venne convalidato un goal contestato.
Tra il 1929 e il 1937 il Belgrano vinse 8 Campionati di Cordoba (in tutti gli anni, tranne che nel 1934, vinto dal Talleres), e ne vinse altri 9 negli anni 1940, 1946, 1947, 1950, 1952, 1954, 1955, 1956 e 1957.
Il Belgrano si iscrisse al Campionato Nazionale nel 1968, raggiungendo la Seconda Divisione nel 1986 e la Prima Divisione nel 1992, dove ha giocato fino al 1996. Nel 1998 il club fu nuovamente promosso in Prima Divisione, prima di retrocedere nella stagione 2001/02.
Battendo l'Club Olimpo nei playoff della "Promoción" 2005/06, il Belgrano ha conquistato il diritto di partecipare alla Prima Divisione nella stagione 2006/07.
Nel 2011 ottiene la promozione in Primera División dopo aver vinto l'andata dello spareggio salvezza in casa contro il River Plate e aver pareggiato in trasferta, causando la retrocessione del River in Primera B Nacional.

## Rivalità
La principale rivalità del Belgrano è quella con il Talleres, squadra con il quale dà vita al clásico cordobés.

## Stadio
Il Belgrano gioca nel Gigante de Alberdi, la cui costruzione fu terminata il 17 marzo 1929, e fu uno dei primi stadi in cemento di tutta l'Argentina. Nel 1997 il Gigante fu soggetto a diverse opere di restauro per soddisfare le norme della Primera División.

## Divisa
Dalla prima volta che il club è sceso in campo, cioè nel 1905, i calciatori hanno sempre indossato una maglia azzurra nelle partite casalinghe. Nelle partite in trasferta i giocatori hanno vestito nei vari anni magliette di colore: nero, giallo, rosso, bianco e grigio.
| Anni        | Sponsor        |
| ----------- | -------------- |
| 1980 - 1985 | Adidas         |
| 1985 - 1993 | Topper         |
| 1993 - 1994 | Hummel         |
| 1994 - 1995 | Nanque         |
| 1996 - 2000 | Le Coq Sportif |
| 2000 - 2004 | Mitre          |
| 2004 - 2005 | TBS            |
| 2006        | Lotto          |
| 2006 - 2008 | Signia         |
| 2008 - 2010 | Topper         |
| 2010 -      | Lotto          |

| Anni      | Sponsor                   |
| --------- | ------------------------- |
| 1983-1985 | Bracco Mercedes Benz      |
| 1986-1988 | Georgalos                 |
| 1988-1990 | Luxsa                     |
| 1990-1992 | Yasta                     |
| 1992-1994 | Intercable                |
| 1994-1996 | Esco                      |
| 1996-1998 | Maxima AFJP               |
| 1998-2000 | Lotería de Córdoba        |
| 2000-2001 | CTI Móvil                 |
| 2002      | TSU Cosmeticos            |
| 2002      | India Seguros             |
| 2003-2009 | Tersuave/Banco de Córdoba |
| 2009-2010 | Tersuave/Banco Julio      |
| 2010-     | Tersuave/Banco de Córdoba |

## Rosa 2025
| N. |                      | Ruolo | Calciatore                 |
| -- | -------------------- | ----- | -------------------------- |
| 1  | Argentina (bandiera) | P     | Ignacio Chicco             |
| 2  | Argentina (bandiera) | D     | Aníbal Leguizamón          |
| 4  | Argentina (bandiera) | D     | Elías López                |
| 6  | Argentina (bandiera) | D     | Fausto Grillo              |
| 7  | Perù (bandiera)      | A     | Bryan Reyna                |
| 8  | Argentina (bandiera) | C     | Gabriel Compagnucci        |
| 9  | Argentina (bandiera) | A     | Lucas Passerini            |
| 10 | Armenia (bandiera)   | C     | Lucas Zelarayán            |
| 11 | Argentina (bandiera) | C     | Francisco González Metilli |
| 12 | Argentina (bandiera) | C     | Ulises Sánchez             |
| 13 | Argentina (bandiera) | D     | Nicolás Meriano            |
| 15 | Argentina (bandiera) | C     | Lucas Menossi              |
| 19 | Argentina (bandiera) | C     | Facundo Quignon            |

| N. |                      | Ruolo | Calciatore                 |
| -- | -------------------- | ----- | -------------------------- |
| 22 | Argentina (bandiera) | A     | Nicolás Fernández          |
| 23 | Argentina (bandiera) | P     | Manuel Vicentini           |
| 24 | Argentina (bandiera) | C     | Francisco González Metilli |
| 25 | Paraguay (bandiera)  | P     | Juan Espínola              |
| 26 | Argentina (bandiera) | C     | Facundo Lencioni           |
| 29 | Argentina (bandiera) | A     | Franco Jara                |
| 32 | Argentina (bandiera) | C     | Julián Mavilla             |
| 34 | Argentina (bandiera) | D     | Gerónimo Heredia           |
| 42 | Argentina (bandiera) | A     | Jeremías Lucco             |
| 45 | Argentina (bandiera) | C     | Agustín Baldi              |
| 53 | Argentina (bandiera) | A     | Juan Martín Velázquez      |
|    | Argentina (bandiera) | C     | Tomás Castro               |

## Rosa 2022-2023
| N. |                      | Ruolo | Calciatore            |
| -- | -------------------- | ----- | --------------------- |
| 1  | Argentina (bandiera) | P     | Manuel Vicentini      |
| 2  | Argentina (bandiera) | D     | Diego Novaretti       |
| 3  | Argentina (bandiera) | D     | Lucas Diarte          |
| 5  | Argentina (bandiera) | C     | Santiago Longo        |
| 6  | Argentina (bandiera) | D     | Alejandro Rébola      |
| 7  | Argentina (bandiera) | C     | Fabián Bordagaray     |
| 8  | Argentina (bandiera) | D     | Gabriel Compagnucci   |
| 9  | Uruguay (bandiera)   | A     | Nicolás Schiappacasse |
| 11 | Argentina (bandiera) | C     | Ibrahim Hesar         |
| 12 | Argentina (bandiera) | C     | Ulises Sánchez        |
| 13 | Argentina (bandiera) | D     | Nicolás Meriano       |
| 15 | Argentina (bandiera) | C     | Matías García         |
| 16 | Argentina (bandiera) | C     | Iván Ramírez          |
| 18 | Argentina (bandiera) | D     | Francisco Oliver      |

| N. |                      | Ruolo | Calciatore         |
| -- | -------------------- | ----- | ------------------ |
| 19 | Argentina (bandiera) | A     | Joaquín Susvielles |
| 21 | Argentina (bandiera) | C     | Ignacio Tapia      |
| 23 | Argentina (bandiera) | C     | Guillermo Pereira  |
| 24 | Argentina (bandiera) | D     | Erik Godoy         |
| 25 | Argentina (bandiera) | P     | Nahuel Losada      |
| 29 | Argentina (bandiera) | A     | Franco Jara        |
| 31 | Argentina (bandiera) | C     | Gerónimo Tomasetti |
| 32 | Argentina (bandiera) | C     | Ariel Rojas        |
| 33 | Argentina (bandiera) | C     | Iván Ortigoza      |
| 39 | Argentina (bandiera) | P     | Juan Strumia       |
|    | Argentina (bandiera) | A     | Pablo Chavarría    |
|    | Argentina (bandiera) | C     | Mariano Miño       |
|    | Colombia (bandiera)  | C     | Andrés Amaya       |
|    | Argentina (bandiera) | D     | Juan Barinaga      |

## Rosa 2021-2022
| N. |                      | Ruolo | Calciatore        |
| -- | -------------------- | ----- | ----------------- |
| 1  | Argentina (bandiera) | P     | Lucas Acosta      |
| 3  | Argentina (bandiera) | D     | Miguel Martínez   |
| 4  | Argentina (bandiera) | D     | Tomás Guidara     |
| 5  | Argentina (bandiera) | C     | Wilson Altamirano |
| 6  | Argentina (bandiera) | D     | Matías Nani       |
| 7  | Colombia (bandiera)  | C     | Mauricio Cuero    |
| 8  | Argentina (bandiera) | C     | Marcelo Meli      |
| 9  | Venezuela (bandiera) | A     | Anthony Uribe     |
| 10 | Argentina (bandiera) | A     | Diego Mendoza     |
| 11 | Uruguay (bandiera)   | C     | Cristian Techera  |
| 12 | Argentina (bandiera) | C     | Gabriel Gudiño    |
| 13 | Uruguay (bandiera)   | D     | Christian Almeida |
| 14 | Argentina (bandiera) | C     | Federico Lértora  |
| 15 | Argentina (bandiera) | D     | Diego Novaretti   |
| 16 | Argentina (bandiera) | C     | Maximiliano Lugo  |

| N. |                      | Ruolo | Calciatore        |
| -- | -------------------- | ----- | ----------------- |
| 17 | Argentina (bandiera) | A     | Juan Brunetta     |
| 18 | Argentina (bandiera) | C     | Rodrigo Gómez     |
| 19 | Argentina (bandiera) | C     | Martín Rivero     |
| 20 | Argentina (bandiera) | D     | Marcelo Herrera   |
| 21 | Argentina (bandiera) | D     | Sebastián Luna    |
| 22 | Argentina (bandiera) | C     | Gabriel Alanís    |
| 23 | Argentina (bandiera) | P     | César Rigamonti   |
| 24 | Paraguay (bandiera)  | D     | Juan Patiño       |
| 26 | Argentina (bandiera) | A     | Leonardo Sequeira |
| 28 | Argentina (bandiera) | A     | Tomás Attis       |
| 29 | Argentina (bandiera) | D     | Juan Quiroga      |
| 32 | Argentina (bandiera) | D     | Joaquín Novillo   |
| 34 | Argentina (bandiera) | A     | Gonzalo Lencina   |
|    | Argentina (bandiera) | C     | Marcos Rivadero   |

## Rosa 2020-2021
| N. |                      | Ruolo | Calciatore        |
| -- | -------------------- | ----- | ----------------- |
| 1  | Argentina (bandiera) | P     | Lucas Acosta      |
| 3  | Argentina (bandiera) | D     | Miguel Martínez   |
| 4  | Argentina (bandiera) | D     | Tomás Guidara     |
| 5  | Argentina (bandiera) | C     | Wilson Altamirano |
| 6  | Argentina (bandiera) | D     | Matías Nani       |
| 7  | Colombia (bandiera)  | C     | Mauricio Cuero    |
| 8  | Argentina (bandiera) | C     | Marcelo Meli      |
| 9  | Venezuela (bandiera) | A     | Anthony Uribe     |
| 10 | Argentina (bandiera) | A     | Diego Mendoza     |
| 11 | Uruguay (bandiera)   | C     | Cristian Techera  |
| 12 | Argentina (bandiera) | C     | Gabriel Gudiño    |
| 13 | Uruguay (bandiera)   | D     | Christian Almeida |
| 14 | Argentina (bandiera) | C     | Federico Lértora  |
| 15 | Argentina (bandiera) | D     | Diego Novaretti   |
| 16 | Argentina (bandiera) | C     | Maximiliano Lugo  |

| N. |                      | Ruolo | Calciatore        |
| -- | -------------------- | ----- | ----------------- |
| 17 | Argentina (bandiera) | A     | Juan Brunetta     |
| 18 | Argentina (bandiera) | C     | Rodrigo Gómez     |
| 19 | Argentina (bandiera) | C     | Martín Rivero     |
| 20 | Argentina (bandiera) | D     | Marcelo Herrera   |
| 21 | Argentina (bandiera) | D     | Sebastián Luna    |
| 22 | Argentina (bandiera) | C     | Gabriel Alanís    |
| 23 | Argentina (bandiera) | P     | César Rigamonti   |
| 24 | Paraguay (bandiera)  | D     | Juan Patiño       |
| 26 | Argentina (bandiera) | A     | Leonardo Sequeira |
| 28 | Argentina (bandiera) | A     | Tomás Attis       |
| 29 | Argentina (bandiera) | D     | Juan Quiroga      |
| 32 | Argentina (bandiera) | D     | Joaquín Novillo   |
| 34 | Argentina (bandiera) | A     | Gonzalo Lencina   |
|    | Argentina (bandiera) | C     | Marcos Rivadero   |

## Rosa 2019-2020
| N. |                      | Ruolo | Calciatore        |
| -- | -------------------- | ----- | ----------------- |
| 1  | Argentina (bandiera) | P     | Lucas Acosta      |
| 3  | Argentina (bandiera) | D     | Miguel Martínez   |
| 4  | Argentina (bandiera) | D     | Tomás Guidara     |
| 5  | Argentina (bandiera) | C     | Wilson Altamirano |
| 6  | Argentina (bandiera) | D     | Matías Nani       |
| 7  | Colombia (bandiera)  | C     | Mauricio Cuero    |
| 8  | Argentina (bandiera) | C     | Marcelo Meli      |
| 9  | Venezuela (bandiera) | A     | Anthony Uribe     |
| 10 | Argentina (bandiera) | A     | Diego Mendoza     |
| 11 | Uruguay (bandiera)   | C     | Cristian Techera  |
| 12 | Argentina (bandiera) | C     | Gabriel Gudiño    |
| 13 | Uruguay (bandiera)   | D     | Christian Almeida |
| 14 | Argentina (bandiera) | C     | Federico Lértora  |
| 15 | Argentina (bandiera) | D     | Diego Novaretti   |
| 16 | Argentina (bandiera) | C     | Maximiliano Lugo  |

| N. |                      | Ruolo | Calciatore            |
| -- | -------------------- | ----- | --------------------- |
| 17 | Argentina (bandiera) | A     | Juan Brunetta         |
| 18 | Argentina (bandiera) | C     | Rodrigo Gómez         |
| 19 | Argentina (bandiera) | C     | Martín Rivero         |
| 20 | Argentina (bandiera) | D     | Marcelo Herrera       |
| 21 | Argentina (bandiera) | D     | Sebastián Luna        |
| 22 | Argentina (bandiera) | C     | Gabriel Alanís        |
| 23 | Argentina (bandiera) | P     | César Rigamonti       |
| 24 | Paraguay (bandiera)  | D     | Juan Patiño           |
| 26 | Argentina (bandiera) | A     | Leonardo Sequeira     |
| 28 | Argentina (bandiera) | A     | Tomás Attis           |
| 29 | Argentina (bandiera) | D     | Juan Quiroga          |
| 32 | Argentina (bandiera) | D     | Joaquín Novillo       |
| 34 | Argentina (bandiera) | A     | Gonzalo Lencina       |
|    | Argentina (bandiera) | C     | Marcos Rivadero       |
|    | Argentina (bandiera) | P     | Carlos Emanuel Franco |

## Rosa 2018-2019
| N. |                      | Ruolo | Calciatore        |
| -- | -------------------- | ----- | ----------------- |
| 1  | Argentina (bandiera) | P     | Lucas Acosta      |
| 3  | Argentina (bandiera) | D     | Miguel Martínez   |
| 4  | Argentina (bandiera) | D     | Tomás Guidara     |
| 5  | Argentina (bandiera) | C     | Wilson Altamirano |
| 6  | Argentina (bandiera) | D     | Matías Nani       |
| 7  | Colombia (bandiera)  | C     | Mauricio Cuero    |
| 8  | Argentina (bandiera) | C     | Marcelo Meli      |
| 9  | Venezuela (bandiera) | A     | Anthony Uribe     |
| 10 | Argentina (bandiera) | A     | Diego Mendoza     |
| 11 | Uruguay (bandiera)   | C     | Cristian Techera  |
| 12 | Argentina (bandiera) | C     | Gabriel Gudiño    |
| 13 | Uruguay (bandiera)   | D     | Christian Almeida |
| 14 | Argentina (bandiera) | C     | Federico Lértora  |
| 15 | Argentina (bandiera) | D     | Diego Novaretti   |
| 16 | Argentina (bandiera) | C     | Maximiliano Lugo  |

| N. |                      | Ruolo | Calciatore        |
| -- | -------------------- | ----- | ----------------- |
| 17 | Argentina (bandiera) | A     | Juan Brunetta     |
| 18 | Argentina (bandiera) | C     | Rodrigo Gómez     |
| 19 | Argentina (bandiera) | C     | Martín Rivero     |
| 20 | Argentina (bandiera) | D     | Marcelo Herrera   |
| 21 | Argentina (bandiera) | D     | Sebastián Luna    |
| 22 | Argentina (bandiera) | C     | Gabriel Alanís    |
| 23 | Argentina (bandiera) | P     | César Rigamonti   |
| 24 | Paraguay (bandiera)  | D     | Juan Patiño       |
| 26 | Argentina (bandiera) | A     | Leonardo Sequeira |
| 28 | Argentina (bandiera) | A     | Tomás Attis       |
| 29 | Argentina (bandiera) | D     | Juan Quiroga      |
| 32 | Argentina (bandiera) | D     | Joaquín Novillo   |
| 34 | Argentina (bandiera) | A     | Gonzalo Lencina   |
|    | Argentina (bandiera) | C     | Marcos Rivadero   |

## Rosa 2017-2018
| N. |                      | Ruolo | Calciatore        |
| -- | -------------------- | ----- | ----------------- |
| 1  | Argentina (bandiera) | P     | Lucas Acosta      |
| 3  | Argentina (bandiera) | D     | Marcelo Benitez   |
| 4  | Argentina (bandiera) | D     | Tomás Guidara     |
| 5  | Uruguay (bandiera)   | C     | Santiago Martínez |
| 6  | Argentina (bandiera) | D     | Cristian Lema     |
| 7  | Argentina (bandiera) | C     | Neri Bandiera     |
| 8  | Uruguay (bandiera)   | A     | Jonathan Ramis    |
| 10 | Argentina (bandiera) | A     | Matías Suárez     |
| 11 | Paraguay (bandiera)  | A     | Epifanio García   |
| 14 | Argentina (bandiera) | C     | Federico Lértora  |
| 15 | Argentina (bandiera) | P     | Pablo Heredia     |
| 16 | Argentina (bandiera) | C     | Maximiliano Lugo  |

| N. |                      | Ruolo | Calciatore        |
| -- | -------------------- | ----- | ----------------- |
| 19 | Armenia (bandiera)   | A     | Mauro Guevgeozián |
| 20 | Argentina (bandiera) | C     | Jonás Aguirre     |
| 21 | Argentina (bandiera) | D     | Sebastián Luna    |
| 22 | Argentina (bandiera) | C     | Jorge Ortiz       |
| 24 | Argentina (bandiera) | D     | Erik Godoy        |
| 25 | Argentina (bandiera) | P     | Germán Montoya    |
| 26 | Argentina (bandiera) | A     | Leonardo Sequeira |
| 29 | Argentina (bandiera) | D     | Juan Quiroga      |
| 31 | Argentina (bandiera) | C     | Fabricio Brener   |
| 32 | Argentina (bandiera) | A     | Juan Brunetta     |
| 33 | Perù (bandiera)      | D     | Hansell Riojas    |
| 34 | Argentina (bandiera) | A     | Joel Amoroso      |

## Palmarès

### Competizioni nazionali
- Primera B Nacional: 1

2022

### Competizioni regionali
- Torneo Regional: 5

1968, 1973, 1975, 1985, 1985-1986

### Altri piazzamenti
- Campionato argentino:

Terzo posto: Inicial 2012
- Copa Argentina:

Semifinalista: 2015-2016
- Primera B Nacional:

Secondo posto: 1990-1991, 1997-1998
Terzo posto: 1986-1987, 2005-2006
- Copa Centenario de la AFA:

Semifinalista: 1993